# 러시아의 자동차 산업

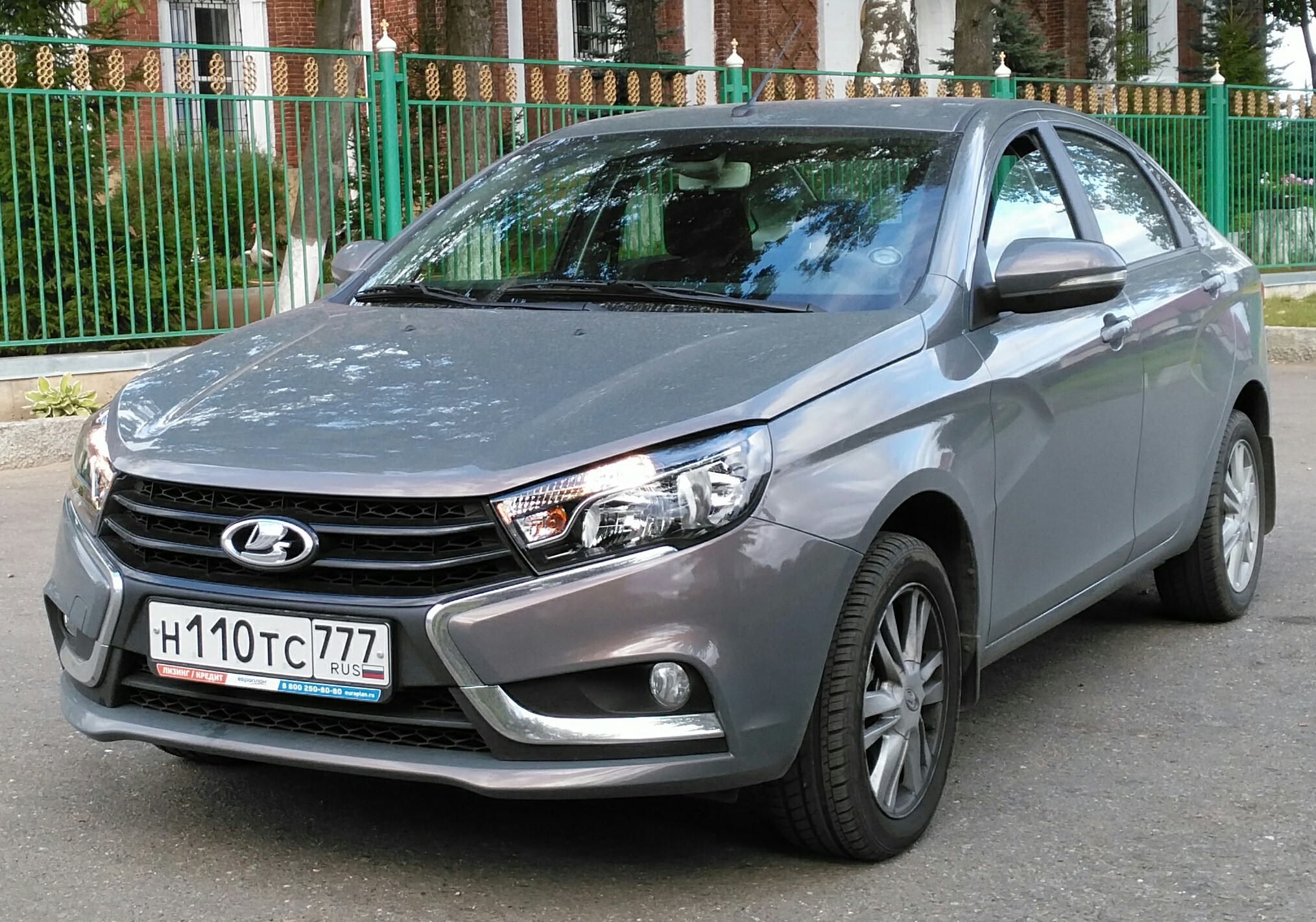
라다 베스타는 2015년에 생산에 들어갔다

자동차 생산은 러시아에서 중요한 산업으로, 약 60만 명, 즉 전체 노동력의 1%를 직접 고용한다. 러시아는 2018년에 1,767,674대의 차량을 생산하여 2018년 자동차 생산 국가 중 13위를 차지했으며, 전 세계 생산량의 1.8%를 차지했다. 주요 현지 브랜드는 경차 생산 업체인 아브토바즈와 GAZ이며, 카마스는 주요 중장비 생산 업체이다. 11개의 외국 자동차 제조업체가 러시아에서 생산 사업을 운영하거나 공장을 건설하고 있다.

## 역사

### 초기 역사

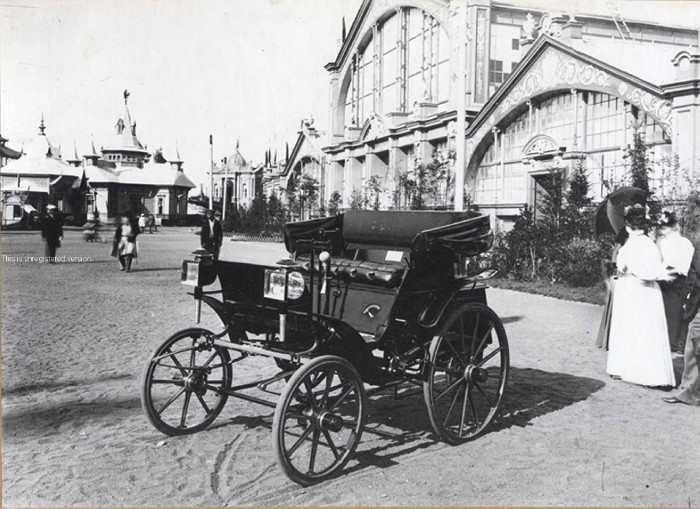
야코블레프 & 프레제 (1896)

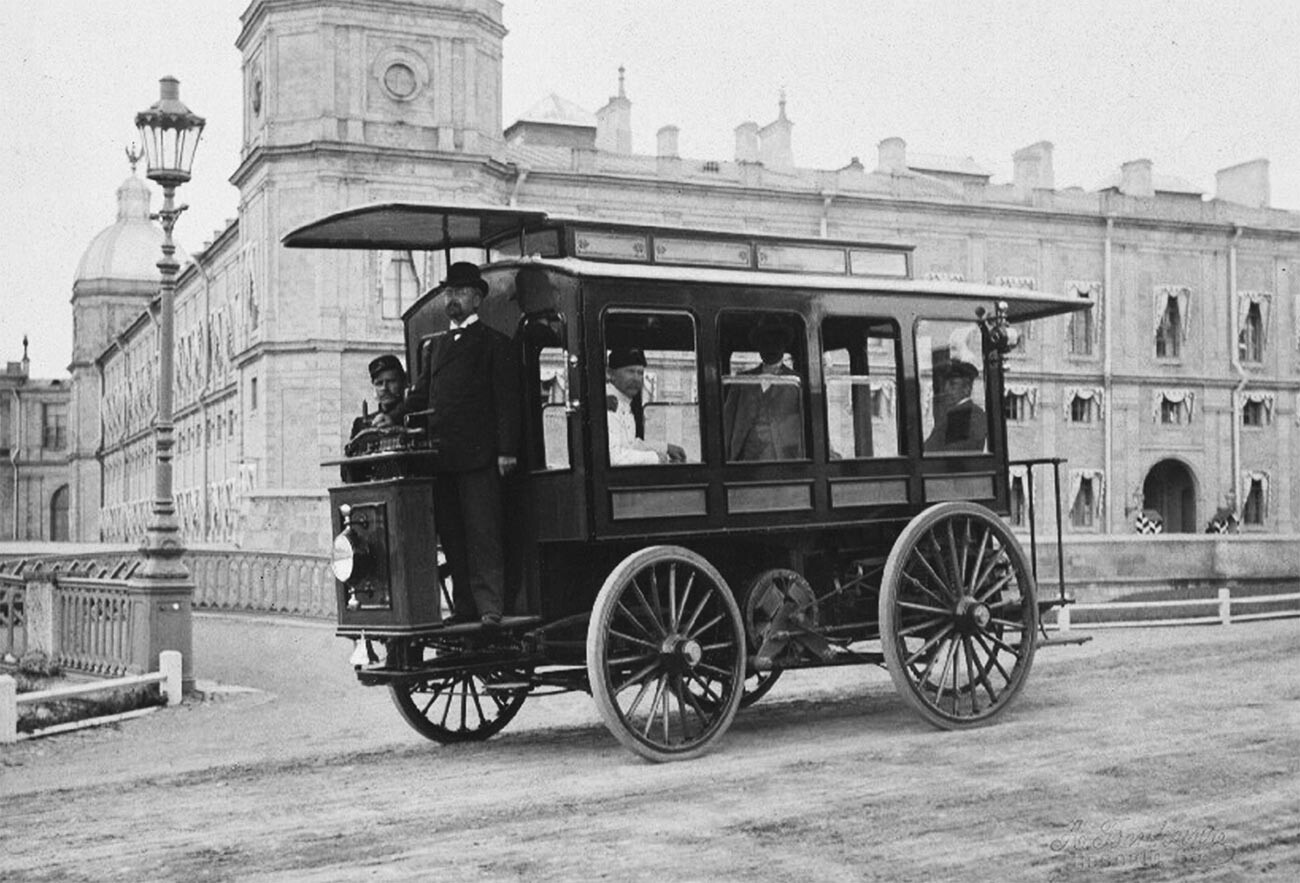
가치나에 있는 이폴리트 로마노프의 전기 버스

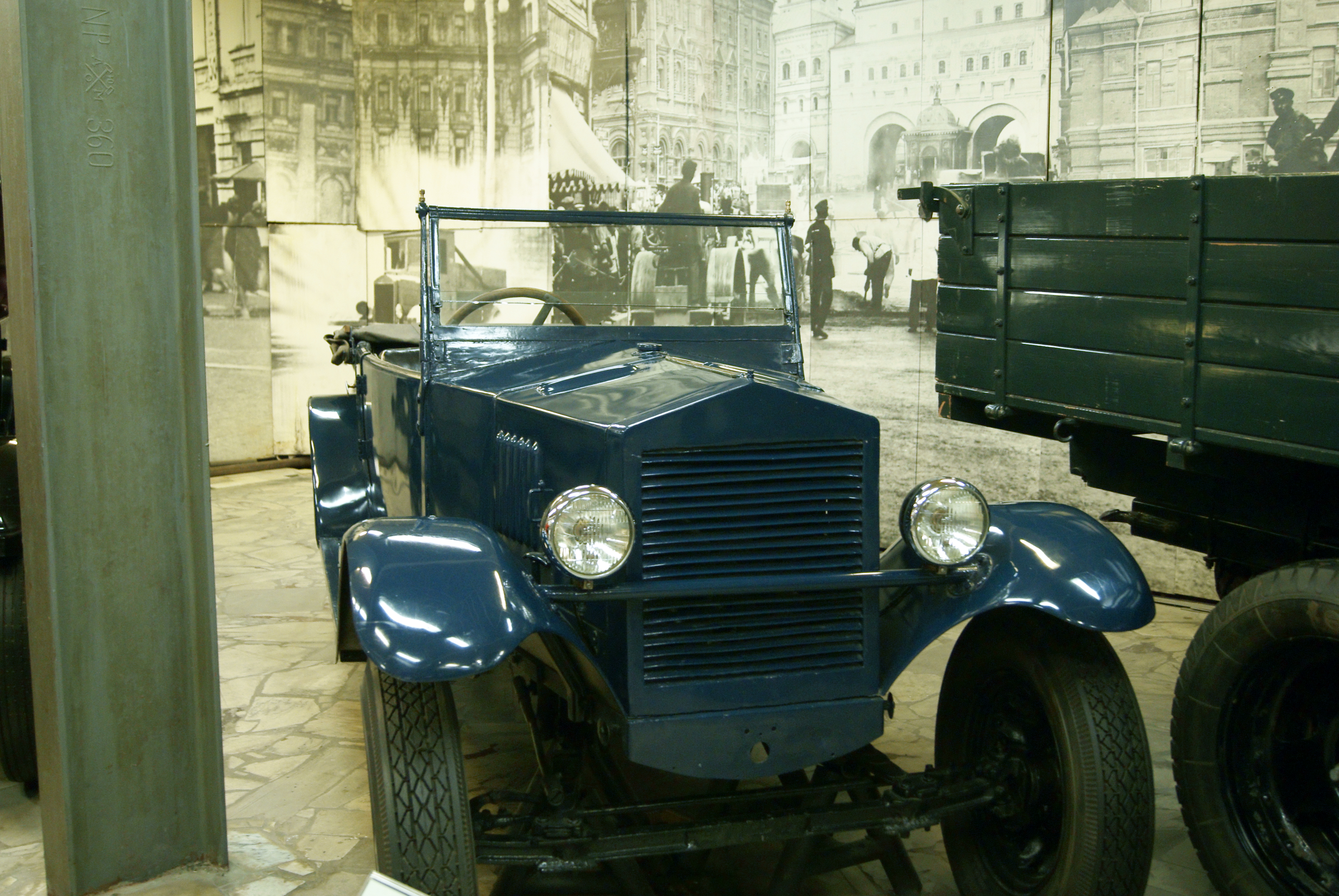
NAMI 1 (1927)

러시아 제국은 기계 개발에서 오랜 진보의 역사를 가지고 있었다. 일찍이 18세기에는 이반 폴주노프가 세계 최초의 2기통 증기기관을 건설했고, 이반 쿨리빈은 플라이휠, 제동기, 변속기, 구름 베어링을 갖춘 인력거를 만들었다. 세계 최초의 궤도 차량 중 하나는 표도르 블리노프가 1877년에 발명했다. 1896년에는 야코블레프 엔진 공장과 프레제 마차 제조 공방이 최초의 러시아 가솔린 엔진 자동차인 야코블레프 & 프레제를 생산했다.
19세기와 20세기 전환기는 1899년 엔지니어 이폴리트 로마노프가 만든 최초의 러시아 전기 자동차, 즉 "두견과"라는 별명을 가진 자동차의 발명으로 특징지어졌다. 로마노프는 또한 배터리 전기 옴니버스도 제작했다. 1917년 10월 혁명 이전 몇 년 동안 러시아는 점점 더 많은 루소-발트, 푸지료프, 레스너 및 기타 차량을 생산했고, 1907년에 첫 자동차 전시회를 개최했으며 국제 자동차 경주에 성공적으로 참여하는 자동차 애호가들이 있었다. 루소-발트 자동차는 1912년 몬테카를로 랠리에서 운전자와 승차 정비사의 생명을 위협하는 극한 겨울 조건에도 불구하고 9위를 차지했고, 산 세바스티안 랠리에서 2위를 차지했으며 1913년에는 서유럽과 북아프리카에서 15,000km 이상을 주행했다. 이 자동차의 운전자 안드레이 P. 나겔은 국내 자동차 브랜드의 위상을 높인 공로로 니콜라이 2세 황제에게 개인적으로 상을 받았다.
1915년까지 러시아에서는 약 1,000대의 자동차가 제작되었다. 수입 차량이 국내 생산량을 훨씬 초과했으며, 1914년까지 국내 생산량은 전체 재고의 10% 미만을 차지했다.
1916년 2월, 차르 정부는 모스크바의 AMO, 필리 (모스크바) 마을의 루소-발트, 미티시의 국립 군용 자가 추진 차량 공장 (KZVS), 리빈스크의 러시아 르노, 나히체반나도누의 악사이, 야로슬라블의 레베데프 등 6개 자동차 공장 건설에 자금을 할당했다. 10월 혁명 이전에 완성된 공장은 없었다.

### 소비에트 시대

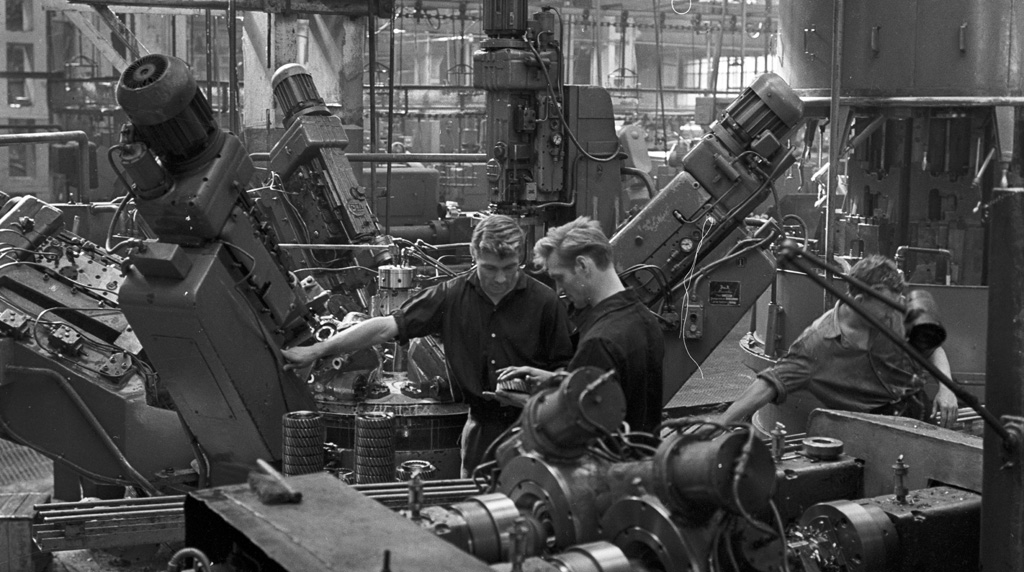
모스크바 질 (기업)의 노동자들, 1963년

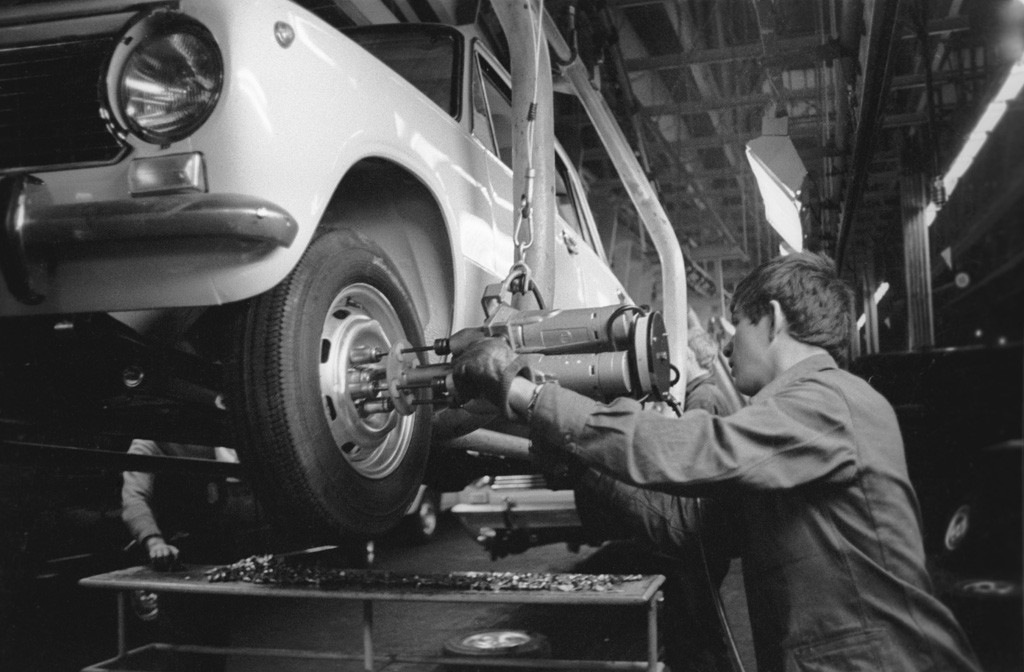
1969년 아브토바즈 조립 라인

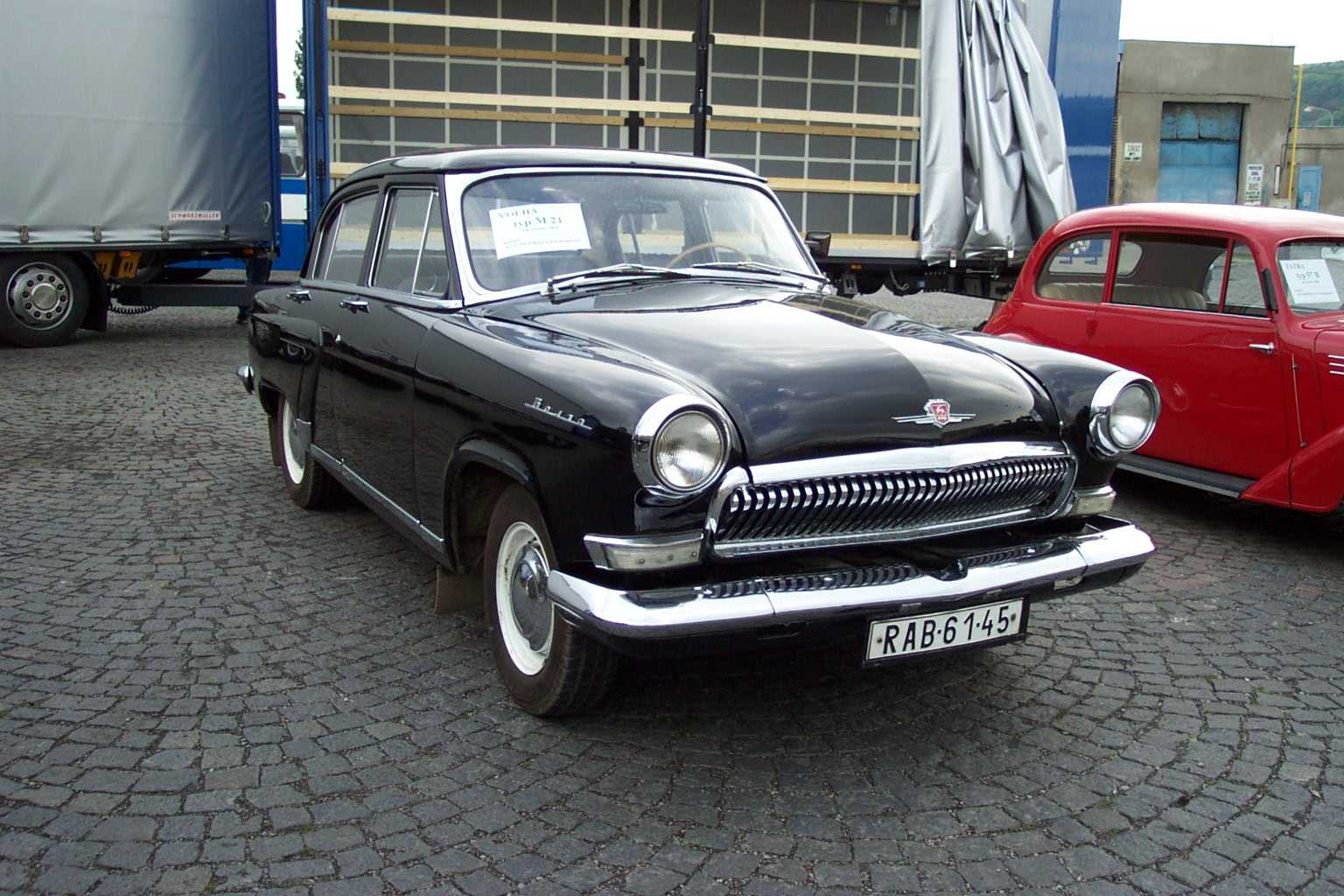
GAZ-21 볼가

1917년 10월 혁명 이후, 루소-발트는 1918년 8월 15일 국유화되어 새로운 지도부에 의해 프롬브론으로 개명되었다. 루소-발트 자동차 생산을 계속하고 1922년 10월 8일 새로운 모델을 출시했으며, AMO는 FIAT 15 테르 트럭을 라이선스 생산하고 AMO 디자이너 팀이 개발한 보다 현대적인 FIAT 파생 트럭인 AMO-F-15를 출시했다. 1924년부터 1931년까지 약 6,000~6,500대의 F-15가 생산되었다.
1927년, 중앙과학연구자동차 및 자동차 엔진 연구소 (NAMI)의 엔지니어들은 최초의 소련 오리지널 자동차 NAMI-I를 만들었는데, 이는 1927년부터 1931년까지 모스크바의 스파르타크 국영 자동차 공장에서 소량 생산되었다.
1929년, 자동차에 대한 급증하는 수요와 무역 파트너인 포드 모터 컴퍼니와의 협력으로, 최고인민경제회는 GAZ를 설립했다. 1년 후, 모스크바에 두 번째 자동차 공장이 설립되었는데, 이 공장은 제2차 세계 대전 이후 주요 소련 자동차 제조업체가 되었고, 모스크비치라는 이름으로 전국적인 명성을 얻었다.
1960년대 초에는 모스크비치 408이 출시되었는데, 이는 인구 사이에 자동차 사용을 확산시킬 경제형 자동차로 의도되었다. MZMA, GAZ, ZAZ와 같은 다른 제조업체들도 대량 시장을 위한 다양한 자동차를 제공하고 있었다. 소련 정부는 국민차를 생산하고 개인 교통수단에 대한 수요를 충족시키는 데 도움이 될 더 큰 자동차 제조 공장을 건설하기로 결정했다. 비용 효율성을 위해 기존의 현대적인 외국 모델을 기반으로 자동차를 생산하기로 결정했다. 여러 옵션을 고려한 후, 피아트 124는 단순하고 견고한 디자인, 제조 및 수리의 용이성 때문에 선택되었다.
공장은 4년 만에 (1966~1970) 스타브로폴 볼츠키라는 작은 마을에 건설되었는데, 이 마을은 나중에 인구가 50만 명 이상으로 늘어나고 팔미로 톨리아티를 기념하여 톨리야티로 개명되었다. 동시에, 이젭스크 시에 이즈마쉬 자동차 공장이 이젭스크 기계 공장의 일부로 설립되었는데, 이니셔티브는 드미트리 우스티노프 국방부 장관으로부터 나왔고 소련의 전반적인 자동차 생산량을 늘리기 위함이었다. 이 공장은 모스크비치와 모스크비치 기반의 이즈 2125 콤비 해치백을 생산했다. 유럽 최대의 중형 트럭 공장인 카마스는 나베레즈니예첼니에 건설되었고, GAZ, 질 (기업), 우랄 자동차 공장, 크라즈, 민스크 자동차 공장, 벨아즈 및 기타 공장들은 다른 유형의 트럭을 계속 생산했다.
1980년대 초까지 소련 자동차 산업은 여러 주요 공장으로 구성되어 있었고, 이들은 다양한 시장 부문을 위한 차량을 생산했다. 1987년 말에는 산업이 2백만 대의 자동차를 생산하여 국내 수요의 45%를 충족시켰다.

### 탈소련 시대의 조정
1990년대 초 러시아 자동차 시장은 수입 관세의 급격한 인하로 인해 크게 확장되어, 1993년까지 외국산 수입 자동차가 전체 판매량의 49%를 차지하게 되었다. 동시에 러시아 자동차 제조업체들은 시장 경제에 통합되었고, 1990년대에는 재정 지원 손실, 경제 혼란, 범죄 활동 및 국내 시장에서의 치열한 경쟁으로 인해 즉시 위기에 직면했다.
1990년대 초 주요 국내 제조업체는 아브토바즈, AZLK, 이즈아브토, GAZ, UAZ였다. 이들 중 일부, 예를 들어 아브토바즈는 상당한 자본 투자를 유치하고 위기를 극복하기 위해 다른 회사들(예: GM-아브토바즈)과 협력했다.
1993년까지 총 생산량은 1990년 수준에 비해 14% 감소했다. 1990년대 라다의 판매 감소와 유럽 연합 배출가스 규제 강화로 인해 1990년대 말까지 서유럽으로의 수출이 중단되었다. 라다는 영국에서 특히 강세를 보였고, 1980년대 후반에는 연간 3만 대 이상의 판매를 기록했지만, 이후 몇 년 동안 다른 저가 브랜드와의 경쟁에서 우위를 지키지 못했다.
1996년에 85만 대의 자동차가 판매되었다. 수요가 계속 증가함에 따라 현지 브랜드는 낮은 제조 품질에 대한 평판으로 계속해서 영향을 받았다. 1996년에는 새로 구입한 아브토바즈 자동차를 편안한 안전 수준으로 만들기 위해 1천~2천 달러 상당의 수리가 필요하다고 추정되었다.
1998년 러시아 금융 위기는 자동차 제조업체들이 수입 부품 사용을 중단하면서 산업에 영향을 미쳤다. 그럼에도 불구하고, 산업은 이후 몇 년 동안 빠르게 회복되었다.
1997년 자동차 생산량은 1996년에 비해 13.2% 증가하여 981,000대에 달했다. 아브토바즈와 UAZ는 각각 8.8%와 52% 생산량을 늘렸고, 카마스는 두 배로 늘렸다. 러시아 전체 트럭 생산량은 7% 증가하여 1997년에 148,000대, 2000년에는 184,000대에 달했다. 자동차 전체 생산량은 1993년 약 80만 대에서 2000년 116만 대 이상으로 증가했거나, 965,000대 (상용차 제외 세계 자동차 산업 협회에 따르면 969,235대)로 증가했다.
1990년대 내내 딜러 금융의 부재로 인해 자동차는 현금으로 구매해야 했다.

### 2000년 ~ 2008년

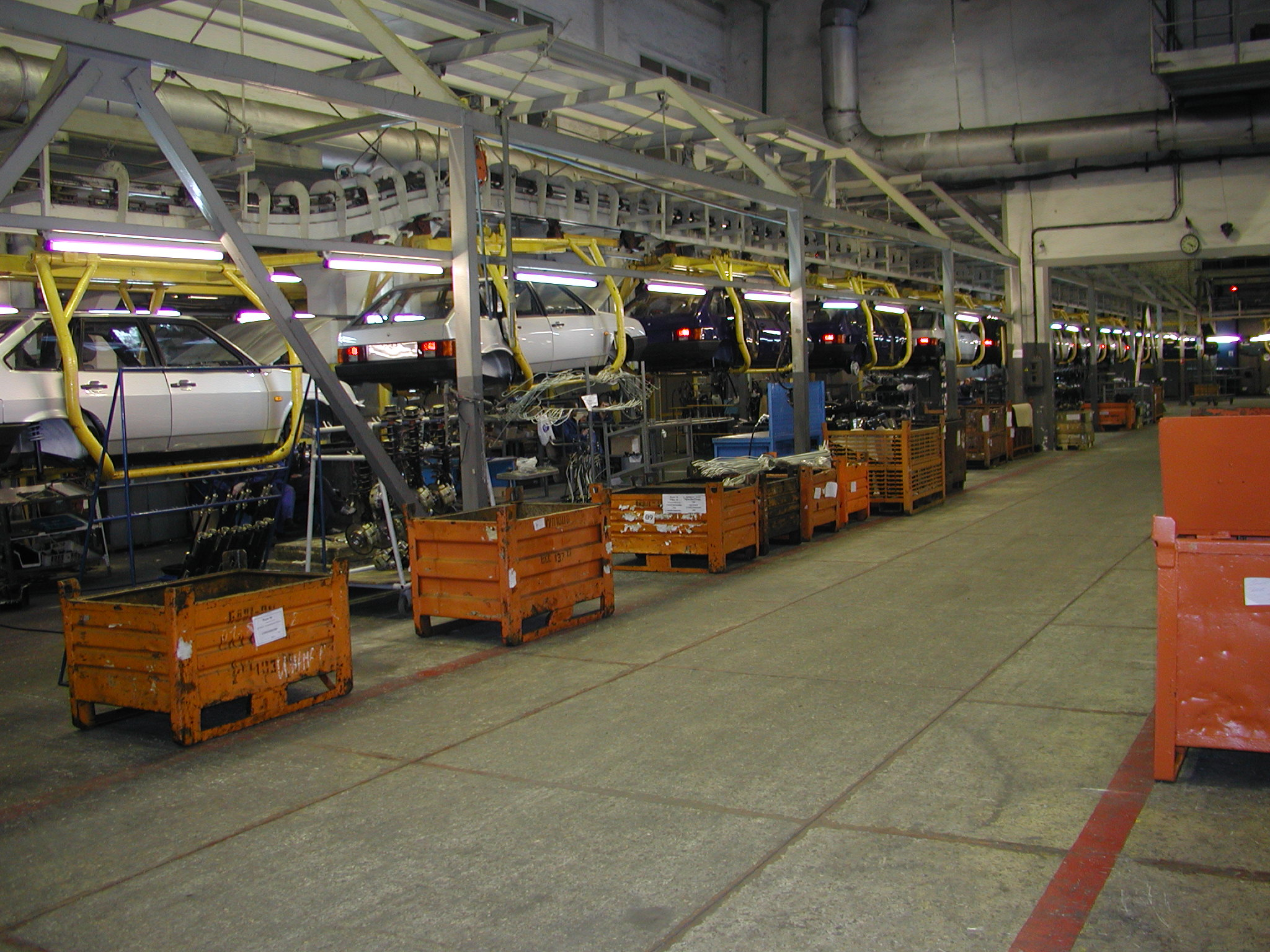
2005년 라다 사마라 조립 라인

2000년대 초 러시아의 경제는 회복되었다. 러시아 금속 회사들은 해외 시장에서 상당한 이익을 얻은 후 러시아 자동차 부문에 투자하려고 했다. 시베리아 알루미늄은 처음에 파블로보 버스 공장을 인수했고 GAZ의 소유 지분을 늘려갔다. 동시에 세베르스탈은 UAZ를 통제하게 되었다.
2001년 포드는 러시아에 자체 조립 공장을 설립한 최초의 서방 제조업체가 되었고, 프세볼로시스크 공장에 1억 5천만 달러를 투자하여 포드 포커스를 제조했는데, 이 차량은 잠시 러시아에서 가장 잘 팔리는 외국 브랜드 자동차가 되었다.
2003년에도 러시아 제조업체들은 자체 브랜드 또는 외국 회사와의 파트너십을 통해 러시아 자동차 생산량의 90% 이상을 차지했다. 주요 6개 자동차 그룹은 아브토바즈, SOK 그룹, 카마스, 루스프롬아브토, 세베르스탈아브토, AZLK였다. 2002년에는 외국 제조업체들이 현지에서 조립한 자동차는 11,000대에 불과했다.
거시 경제 동향은 강세를 보였고 인구 소득 증가는 수요 급증으로 이어져 2005년에는 러시아 자동차 시장이 호황을 누렸다. 2005년에는 1,446,525대의 신차가 판매되었는데, 이 중 832,200대는 러시아 모델이었고 614,325대는 외국 모델이었다.
2005년 1분기 동안 외국 브랜드 자동차가 러시아 역사상 처음으로 현지 브랜드 자동차보다 더 많이 판매되었다(중고 수입차 포함). 외국 기업들은 러시아 생산에 대규모로 투자하기 시작했다. 러시아 연방에서 생산된 외국 자동차의 수는 2005년 157,179대에서 2007년 456,500대로 급증했다. 경쟁에 발맞추기 위해 현지 브랜드는 라다 칼리나와 같은 더 현대적인 모델을 출시했다.
러시아 시장의 가치는 빠르게 성장했다: 2005년 14%, 2006년 36%, 2007년 67% 성장하여 2008년에는 세계에서 가장 빠르게 성장하는 자동차 시장이 되었다. 2000년대에 외국 기업들은 러시아를 현지 생산 및 수출 강국으로 보고 대거 진입하기 시작했다. 러시아의 노동, 재료, 에너지 비용은 서유럽에 비해 1/6에 불과했다.
현지 생산 차량의 시장 점유율을 높이기 위해 러시아 연방정부는 여러 보호무역 조치를 시행하고 외국 생산 업체를 국내로 유치하는 프로그램을 시작했다. 2005년 말, 러시아 지도부는 외국 자동차 회사들의 투자를 장려하기 위해 경제특구를 조성하는 법안을 제정했다. 경제특구 운영의 이점으로는 세금 감면, 자산 및 토지세 면제, 세금 제도 변경으로부터의 보호 등이 있다. 일부 지역은 또한 대규모 투자자(1억 달러 이상)에게 광범위한 지원을 제공한다. 여기에는 상트페테르부르크/레닌그라드주 (도요타, GM, 닛산) 및 칼루가주 (폭스바겐)가 포함된다. 칼루가는 칼리닌그라드주와 마찬가지로 외국 기업 유치에 특히 성공적이었다.

### 2008년 금융 위기

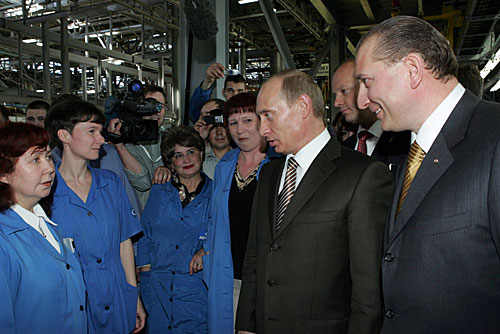
블라디미르 푸틴 대통령이 톨리야티에 있는 아브토바즈 공장에서 직원들과 만나는 모습.

러시아 자동차 산업은 대침체로 큰 타격을 입었다. 승용차 생산은 2008년 1,470,000대에서 2009년에는 597,000대로 급감했다. 같은 기간 트럭 생산은 256,000대에서 91,000대로 감소했다.
2008년 말, 러시아 정부는 산업 상황 개선을 위해 50억 달러 규모의 보호주의적 조치를 도입했다. 여기에는 어려움에 처한 기업을 위한 20억 달러의 구제 금융과 러시아 자동차 구매자를 위한 30억 달러의 신용이 포함되었다. 블라디미르 푸틴 총리는 이 조치가 일자리를 지키는 데 필수적이라고 설명했다. 수입 외국 자동차 및 트럭에 대한 관세는 최소 50%에서 최대 100%까지 인상되었다. 관세는 차량의 엔진 크기에 연동된다. 관세 인상은 러시아 도시들, 특히 일본 자동차 수입이 도시 경제의 중요한 부문인 블라디보스토크에서 시위를 불러일으켰다. 블라디보스토크 기업들의 손실을 보상하기 위해 푸틴 총리는 자동차 제조 회사인 솔레르스 JSC에게 공장 중 하나를 모스크바에서 블라디보스토크로 옮기도록 지시했다. 이전은 2009년에 완료되었고, 공장은 현재 약 700명의 현지 주민을 고용하고 있다. 2010년에는 블라디보스토크에서 13,200대의 자동차를 생산할 계획이었다.
러시아 정부가 시행한 가장 효율적인 위기 대응책은 2010년 3월에 도입된 자동차 폐차 인센티브 제도였다. 이 제도에 따라 새 차 구매자는 최대 600,000 루블(미화 20,000달러)의 보조금을 받을 수 있었다. 그 결과 2010년 2분기에 러시아 최대 자동차 제조업체인 아브토바즈의 판매량이 두 배로 늘어났고, 회사는 다시 이익을 내기 시작했다.

### 최근 동향

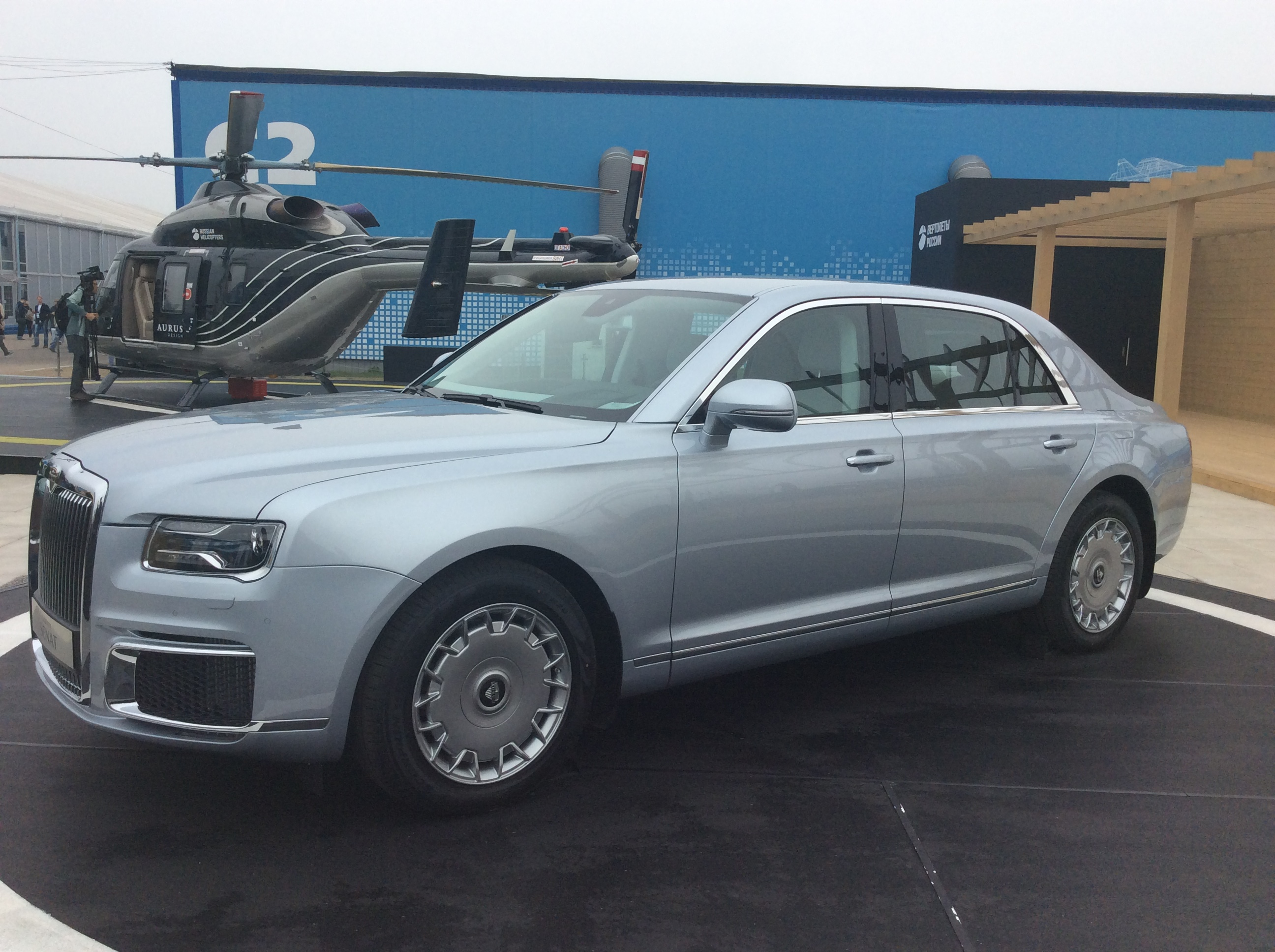
아우루스 세나트, NAMI (자동차 연구소)의 최근 방탄 리무진 프로젝트

2010년 말까지 자동차 생산량은 위기 이전 수준으로 돌아왔다. 2010년에 러시아에서 가장 많이 팔린 10가지 모델 중 9가지가 국내 생산 모델이었고, 아브토바즈의 라다 모델이 목록의 맨 위를 차지했다. 2010년 첫 7개월 동안 라다 자동차 판매량은 60% 증가했고, 한국의 기아 (기업)는 101% 급증했으며, 쉐보레의 판매량은 15% 증가했다.
2010년 러시아는 세계에서 15번째로 큰 자동차 생산국이었다. 러시아 자동차 산업은 현재(2010년 기준) 전 세계 자동차 생산량의 약 2%를 차지한다.
러시아 브랜드 차량의 시장 점유율은 2010년 34%에서 2012년 21%로 하락했다. 동시에 러시아에서 생산된 외국 브랜드 자동차의 시장 점유율은 계속 상승하여 2012년 45%에 달했다. 수입 차량은 러시아 자동차 시장에서 상당한 부분을 차지한다: 2014년에는 자동차의 27%, 트럭의 46%를 차지했다.
2014년 러시아 경제 위기는 자동차 판매 및 생산 수준의 새로운 하락을 가져왔고, 미래 성장에 대한 예측을 감소시켰다.
러시아 도로의 자동차 수는 2016년에 4,062만 9,200대에 달했다. 라다 자동차는 전체의 34.6%를 차지했으며, 5년 전 41.6%에서 감소했다. 이 자동차들 중 거의 절반이 10년 이상 된 것이었고, 가장 인기 있는 단일 자동차 모델은 여전히 고전적인 라다 리바였다.
중국 자동차가 시장을 장악하기까지는 갈 길이 멀지만, 그들의 입지는 크게 강화되었다. 가장 좋은 역동성을 보이는 것은 체리 자동차이며, 하발 (자동차 브랜드) 및 지리 (기업)와 같은 다른 중국 브랜드들도 러시아에서 인기를 얻고 있다.

### 수입 대체 시대
러시아-우크라이나 전쟁 이후, 러시아에 대한 제재 부과로 인해 자동차 판매 및 생산량이 크게 감소하여, 2022년 5월에는 약 4000대만이 생산되었다. 이에 따라 러시아 정부는 에어백, 안전벨트 프리텐셔너, ABS, 배출가스 기준에 대한 요건을 일시적으로 완화했다.

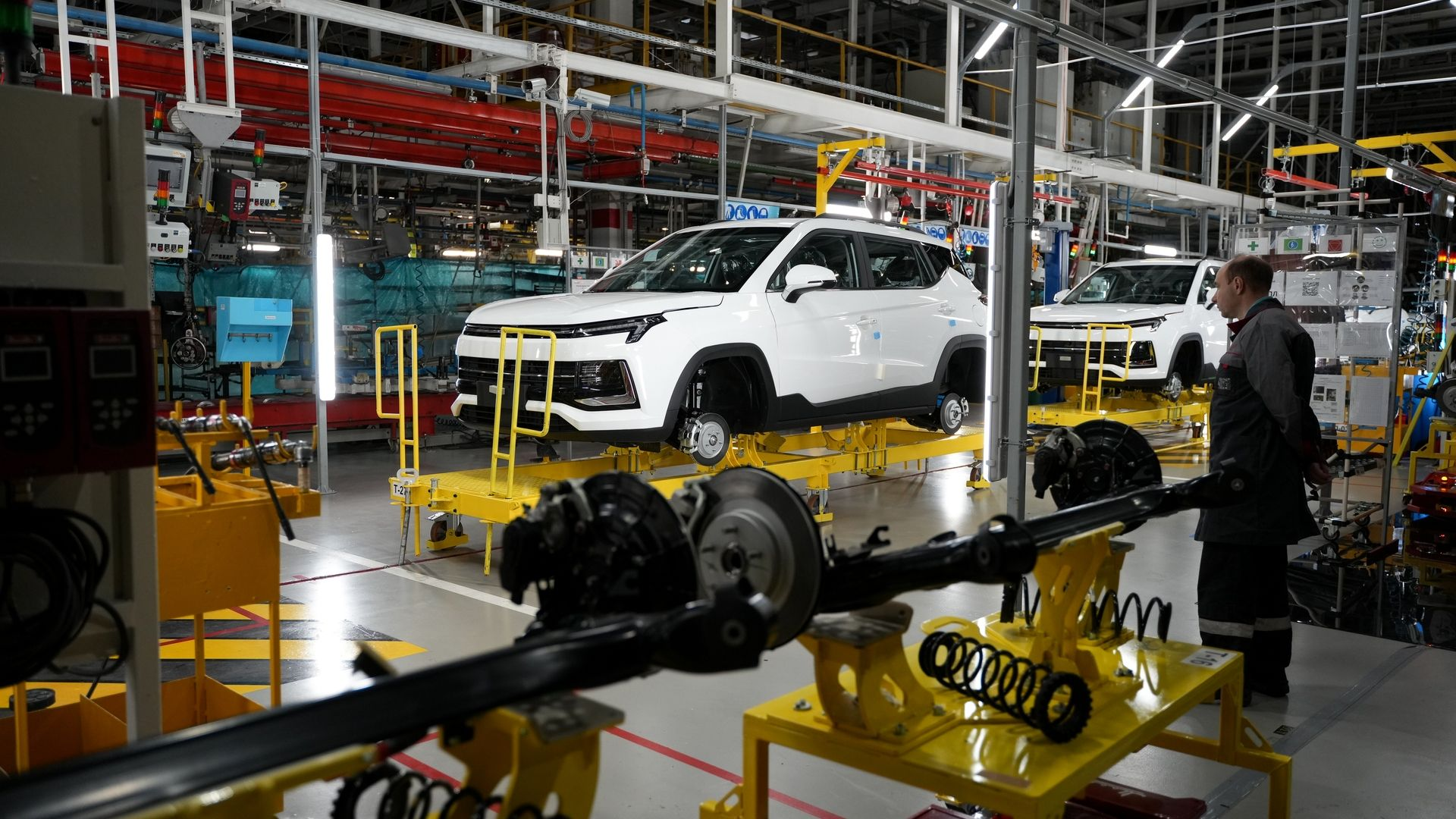
모스크비치 자동차 공장에서 조립되는 모스크비치 3 차량들.

2022년 5월, 르노 러시아는 모스크바 시 정부에 모스크바 공장을 매각했으며, 모스크바 시 정부는 모스크비치 브랜드로 차량 생산을 재개하기 위해 시설을 국유화할 예정이었다. 모스크비치는 2022년 7월 6일에 새로운 모델 라인업을 공개했다. 세단과 3가지 스포츠 유틸리티 자동차로 구성되며, Model I은 연료 버전과 전기 버전을 모두 가지고 있다. 자동차 이름은 로마 숫자로 구성되어 I, II, III, IV이다. 2022년 12월 26일, 모스크비치 3과 모스크비치 3e가 러시아에서 판매를 시작했으며, 세홀 X4 기반 차량은 트럭 제조업체 카마스와 중국 기반 JAC 자동차와 협력하여 생산되었다. 2023년 7월 중순, 회사는 생산 시작 이후 11,000대 이상의 차량을 생산했다고 보고했다.
2023년 6월, 코스트로마의 페가스 전자기계 공장에서 국내 생산 ABS 및 전자 제어 주행 안정 장치 시스템 생산이 시작되었다. 공장의 계획된 생산 능력은 연간 850,000대이며, 필요한 경우 1,200,000대까지 확장할 수 있다. 이후, 러시아에서 차량 생산을 위한 이전에 선언된 간소화된 규칙은 2024년 2월까지 유지되지만, 단계적으로 요건이 복원될 예정이다. 2023년 6월부터 차량은 최소 유로 2 배출 기준을 준수해야 하며, 2023년 12월까지 ABS가 장착되어야 한다.

## 제조업체

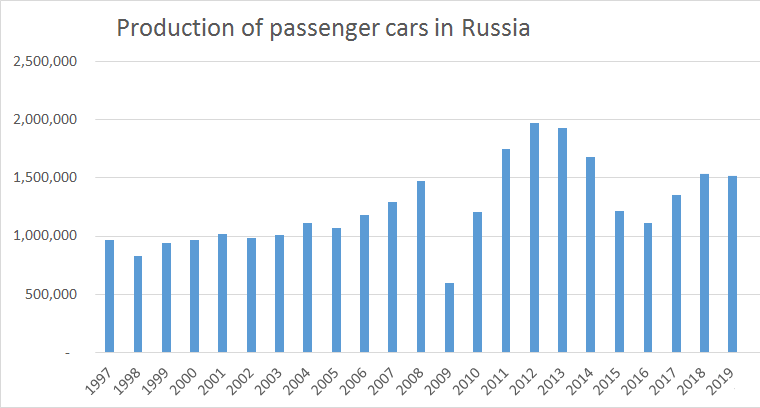
1997년부터 2015년까지 러시아에서 생산된 자동차

러시아 자동차 산업은 현지 브랜드 생산자, 외국 OEM, 합작 투자 및 외국 브랜드를 생산하는 러시아 회사 등 네 가지 유형의 회사로 나눌 수 있다. 2008년 러시아에는 차량 및 관련 장비를 제조하는 회사가 5,445개 있었다. 생산 및 판매량은 1조 5,130억 루블에 달했다.
디젤 엔진을 장착한 자동차는 러시아에서 인기가 없으며, 2015년 기준으로 전체 판매량의 7.6%에 불과한 반면, 서유럽의 많은 지역에서는 시장의 절반을 차지한다. 2016년 현재 러시아에는 145,000대의 천연가스 자동차가 있으며, 이는 전체 차량의 0.3%를 차지한다. 유연 휘발유 판매는 2003년에 금지되었다.

### 국내 자동차 브랜드
2009년 러시아에서 가장 인기 있는 자동차 4대는 모두 아브토바즈 모델이었다. 경제형 자동차 라다 프리오라는 84,779대가 팔려 목록의 맨 위에 올랐다. 라다 사마라는 77,679대가 팔려 러시아에서 두 번째였고, 고전적인 라다 2105/2107은 57,499대가 팔려 세 번째였다. 라다 2105는 2010년 3월에 시작된 자동차 폐차 인센티브 제도에 따라 판매량이 크게 증가할 것으로 예상되었다. 고급형 라다 칼리나는 2009년에 러시아에서 네 번째로 많이 팔린 자동차로, 그 해에 52,499대가 팔렸다.
경형 상용차 부문에서는 GAZ가 제조한 GAZelle 밴이 매우 인기가 많았으며, 2009년에 49%의 시장 점유율을 차지하고 42,400대가 판매되었다. 아브토페레보지크(Avtoperevozchik) 잡지는 GAZelle을 2009년 러시아 자동차 시장에서 가장 성공적인 차량으로 선언했다.
러시아 자동차 산업에서 가장 큰 회사는 톨리야티 시에 위치한 아브토바즈이다. 현재 13만 명 이상의 직원을 고용하고 있으며, 라다 모델이 러시아 자동차 시장을 지배하고 있다. 아브토바즈 모델은 러시아 전체 자동차 생산량의 약 50%를 차지한다.
러시아 자동차 제조업체는 ASM-홀딩(АСМ-холдинг)과 러시아 자동차 제조업체 협회(Объединением автопроизводителей России) 두 협회로 대표된다.

### 외국 자동차 브랜드

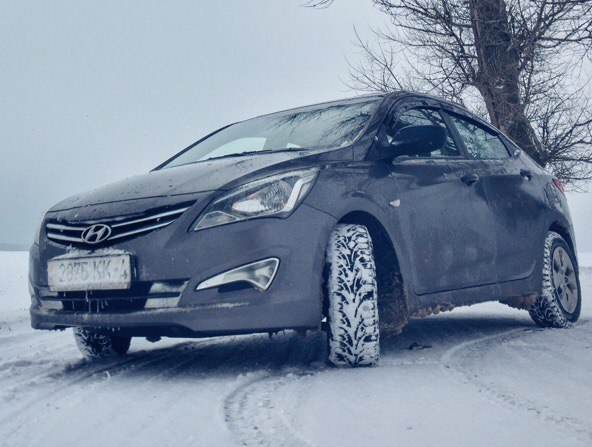
현대 쏠라리스, 러시아 판매 차트 1위를 차지한 최초의 외국 자동차

러시아에서 두 번째로 큰 자동차 제조업체는 칼리닌그라드주에 위치한 아브토토르이다. 아브토토르는 SKD, CKD 또는 BMW, 기아 (기업), 제너럴 모터스의 캐딜락 및 쉐보레 차량과 같은 외국 모델의 완전 주기 조립을 수행한다. 2009년 아브토토르는 6만 대의 자동차를 생산했으며 러시아 자동차 생산량의 10%를 차지했다.
세 번째로 큰 자동차 제조업체인 아브토프라모스는 2009년에 49,500대의 자동차를 생산했다. 공장은 모스크바시의 남동쪽에 위치해 있다. 아브토프라모스는 프랑스의 르노와 모스크바시 행정부 간의 합작 투자 회사이지만, 르노가 대주주이다. 이 회사는 르노 로건과 르노 샌데로 모델을 제조한다.
러시아에서 네 번째와 다섯 번째로 큰 자동차 제조업체는 각각 폭스바겐과 포드 모터 컴퍼니이다. 총 5대 산업 회사는 러시아에서 생산되는 모든 자동차의 80%를 차지한다. 2016년, 현대 쏠라리스는 1970년 판매 통계가 시작된 이래 45년간 라다의 지배를 끝내고 국내에서 가장 많이 팔린 최초의 외국 브랜드 자동차가 되었다.
2019년 중국 자동차 제조업체 만리장성 자동차는 연간 80,000대 생산 능력을 갖춘 러시아 중부 툴라주 지역의 공장에서 하발 F7 차량 생산을 시작했다.

### 상용 및 중형 차량

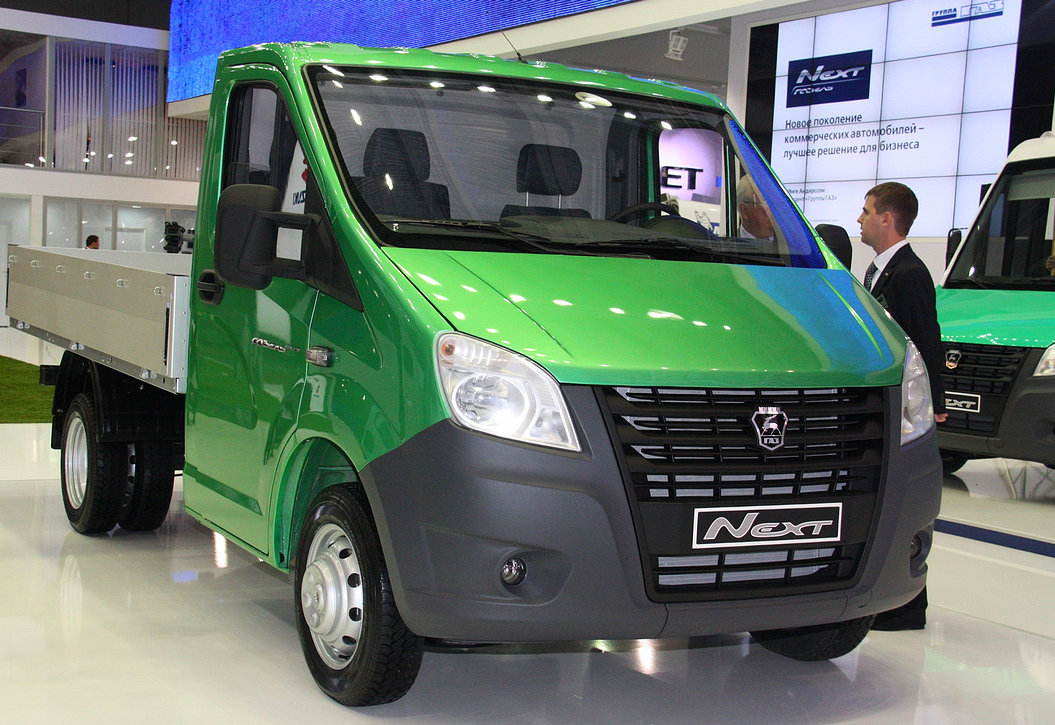
GAZ가 생산한 GAZelle NEXT 밴은 경형 상용차 시장에서 인기가 많다

중장비 부문에서 가장 큰 회사는 트럭 제조업체인 카마스이다. 또한 전체 러시아 자동차 산업에서 가장 큰 회사 중 하나이다. 2010년 카마스는 총 32,293대의 트럭을 판매했다. 러시아에서 28,254대, 해외에서 4,039대를 판매했다.
또 다른 매우 중요한 회사는 밴, 트럭 및 버스 등을 생산하는 GAZ이다. 가장 인기 있는 제품은 GAZelle 밴으로, 경형 상용차 시장에서 49%의 시장 점유율을 가지고 있다. 2009년 이 회사는 개선된 버전인 GAZelle Business를 출시했다.
버스 부문에서는 GAZ 그룹 버스 부문이 77%의 시장 점유율을 차지했다. 2009년에는 소형 버스 6,169대, 중형 버스 1,806대, 대형 버스 1,156대를 판매했다.
러시아 최대 트랙터 제조업체이자 세계 최대의 기계 제조 회사 중 하나는 체복사리에 위치한 트랙터 공장 그룹이다. 이 회사는 약 45,000명의 직원을 고용하고 있다.

### 단명한 프로젝트

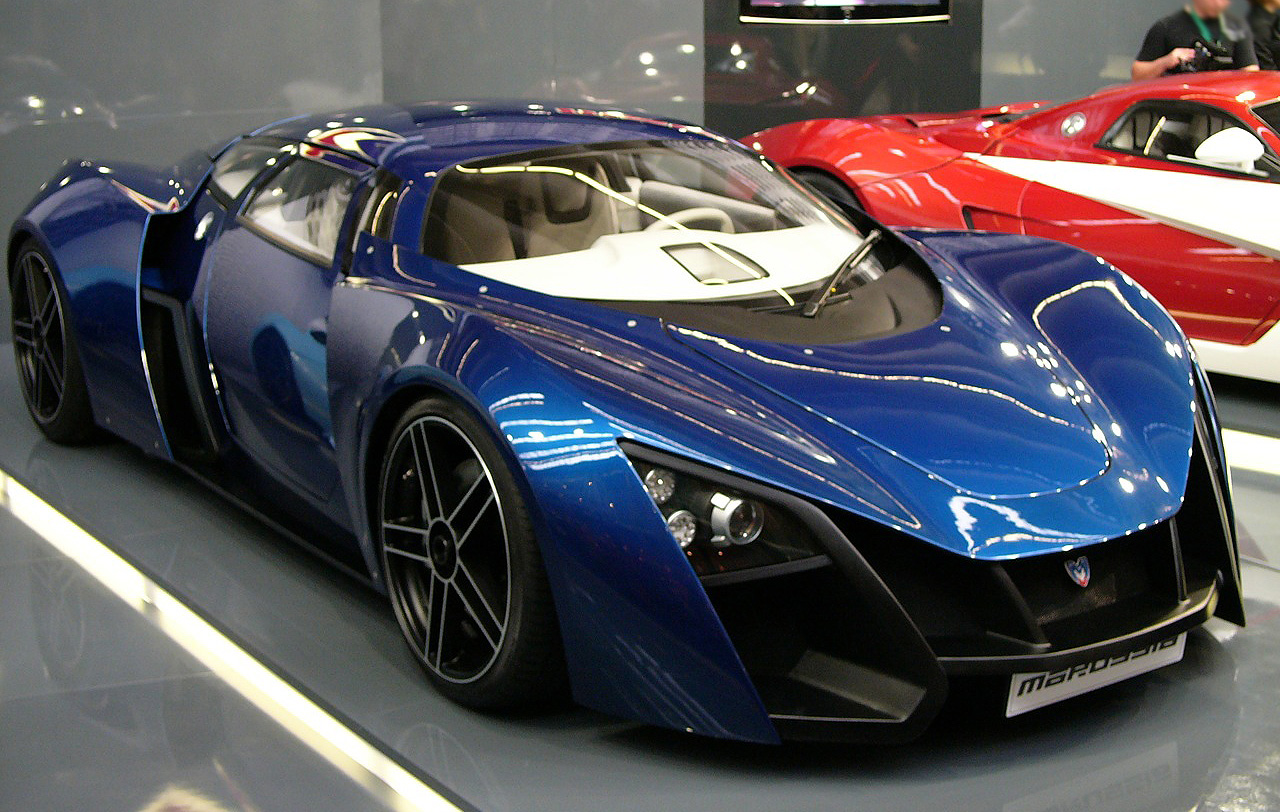
마러시아 B2

마러시아 모터스가 생산한 마러시아 브랜드는 러시아에서 생산된 최초의 현대적인 스포츠카이자 최초의 슈퍼카가 되었다. 마러시아 B1은 2008년 12월 16일 모스크바의 뉴 마네즈 홀에서 출시되었다. 2010년 9월 10일 첫 마러시아 모터스 쇼룸이 모스크바에 문을 열었다. 마러시아 모터스는 러시아의 유명 쇼맨, 가수, 배우, 레이서인 니콜라이 포멘코가 이끌었다. 그의 회사는 버진 레이싱 포뮬러 원 팀의 '상당한 지분'을 인수했으며, 이 팀은 2011년부터 마러시아 버진 레이싱으로 이름이 변경되었다. 이 팀은 포뮬러 원에서 최초의 러시아 소유 팀이 될 예정이었다. 마러시아 모터스는 2014년에 파산하고 F1 팀에 대한 지원과 전체 거래를 중단했다.
또 다른 단명한 프로젝트는 가솔린과 천연가스를 모두 연소하고 한 쌍의 전동기와 연결될 수 있는 도시형 자동차인 요-모빌이었다. 이 자동차는 2010년 12월 13일 모스크바에서 공개되었는데, 상트페테르부르크에 본사를 둔 트럭 생산 업체 야로비트와 프로젝트의 리더이자 재정 지원자였던 미하일 프로호로프가 이끄는 오넥심 투자 그룹 간의 합작 투자 제품이었다. 2014년 이 프로젝트 전체는 명목상의 금액으로 러시아 정부에 매각되어, 이 아이디어가 포기되었음을 알렸다. 몇몇 콘셉트 카 외에는 실제 차량이 생산되지 않았다.

## 경제적, 정치적 중요성

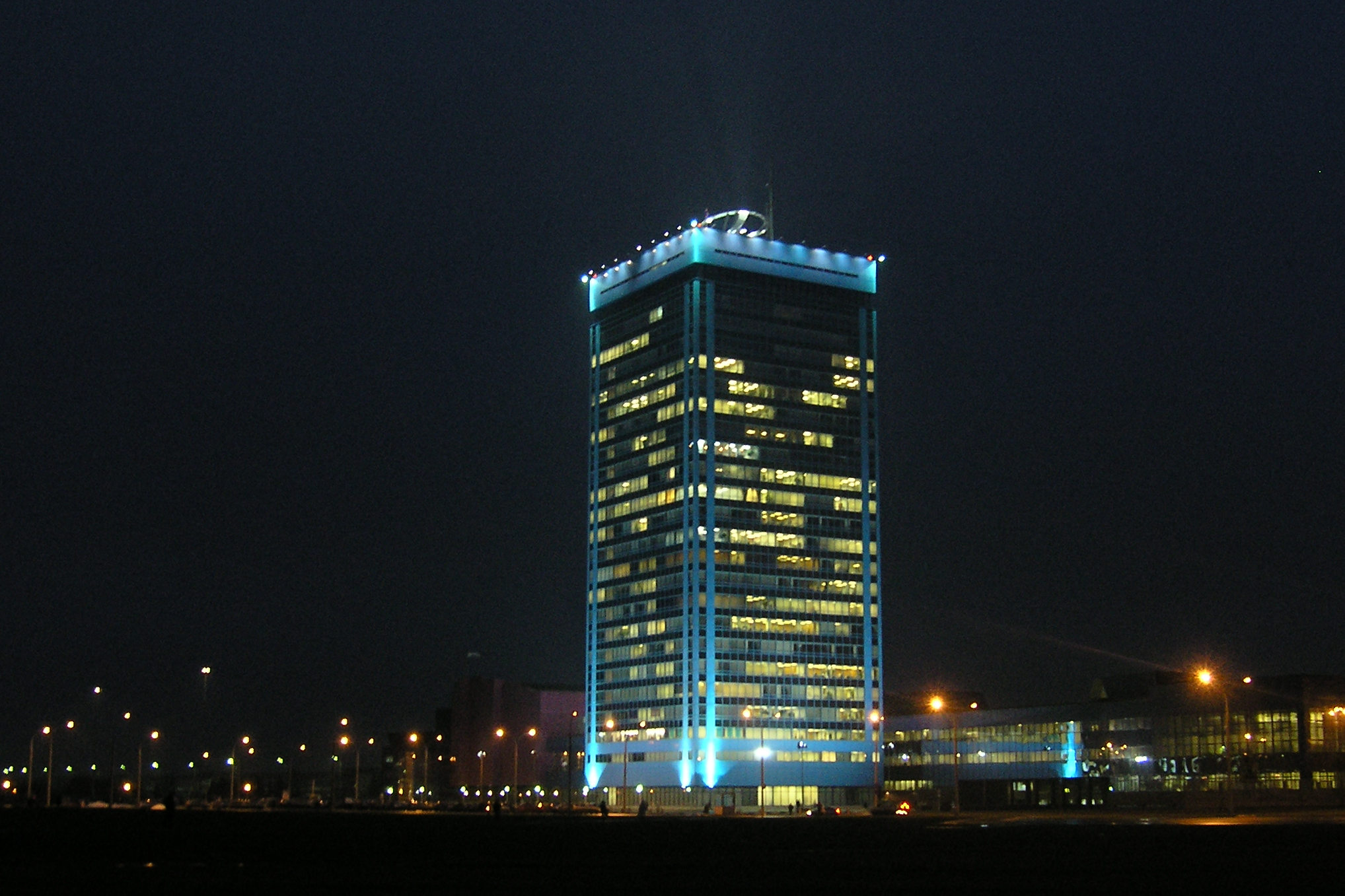
톨리야티에 있는 아브토바즈 본사 건물

러시아의 자동차 산업은 중요한 경제 부문이다. 이 산업은 60만 명의 사람들을 직접 고용하고 관련 산업에서 약 200만~300만 명의 사람들을 지원한다. 정치적으로는 이 나라 경제의 매우 중요한 부분이다. 첫째, 고용된 사람들의 수가 많기 때문이고 둘째, 많은 시민들이 자동차 회사들이 제공하는 사회 서비스에 의존하기 때문이다. 예를 들어, 톨리야티에 있는 거대한 아브토바즈 공장의 번영은 도시 또는 사마라주에 엄청나게 중요하다. 톨리야티는 경제가 단일 회사에 의존하는 전형적인 모노타운이다. 이 공장은 2009년에 도시 인구 70만 명 중 약 10만 명을 고용했다.
2009년, 전 러시아 대통령인 드미트리 메드베데프는 러시아의 원자재 및 에너지 중심 경제를 혁신 기반의 현대적인 첨단 기술 경제로 다각화하는 것을 목표로 하는 메드베데프 현대화 프로그램을 시작했다. 이어서 러시아의 자동차 산업은 현대화의 큰 잠재력으로 인해 주목을 받았다.
전 러시아 총리이자 현 대통령인 블라디미르 푸틴은 자동차 산업에 개인적인 관심을 보였다. 상징적인 지지 제스처로, 푸틴은 2010년 8월 새로운 아무르 고속도로에서 라다 칼리나 스포츠를 운전하며 2,165킬로미터를 주행하는 고도로 홍보된 로드 트립을 했다. 이 행사는 심각한 경제 위기에서 회복 중이던 아브토바즈에 대한 지지를 보여주기 위한 것이었다.

## 판매 통계

1999년부터 2022년까지 러시아 자동차 판매 통계, 노란색은 현지 조립차(외국 브랜드), 파란색은 러시아 브랜드

### 인기 브랜드
| 순위 | 브랜드               | 원산지         | 판매량 (2022) | 시장 점유율 (2022) |
| ---- | -------------------- | -------------- | ------------- | ------------------ |
| 1    | 라다 자동차          | 러시아         | 174,688       | 27.9%              |
| 2    | 기아 (기업)          | 대한민국       | 65,591        | 10.5%              |
| 3    | 현대자동차           | 대한민국       | 54,017        | 8.6%               |
| 4    | 르노                 | 프랑스         | 40,844        | 6.5%               |
| 5    | 체리 자동차          | 중화인민공화국 | 39,256        | 6.3%               |
| 6    | 하발 (자동차 브랜드) | 중화인민공화국 | 34,128        | 5.4%               |
| 7    | 토요타 자동차        | 일본           | 28,596        | 4.6%               |
| 8    | 지리 (기업)          | 중화인민공화국 | 26,694        | 4.3%               |
| 9    | 스코다               | 체코           | 20,354        | 3.2%               |
| 10   | 폭스바겐             | 독일           | 19,614        | 3.1%               |
| 기타 | 기타                 | 기타           | 기타          | 19.6%              |

### 인기 모델
| 순위 | 모델                 | 브랜드               | 원산지         | 판매량 |
| ---- | -------------------- | -------------------- | -------------- | ------ |
| 1    | 라다 그란타          | 라다 자동차          | 러시아         | 87,982 |
| 2    | 라다 베스타          | 라다 자동차          | 러시아         | 32,790 |
| 3    | 기아 리오            | 기아 (기업)          | 대한민국       | 23,909 |
| 4    | 라다 니바 트래블     | 라다 자동차          | 러시아         | 19,389 |
| 5    | 체리 티고 7 프로     | 체리 자동차          | 중화인민공화국 | 19,292 |
| 6    | 현대 쏠라리스        | 현대자동차           | 대한민국       | 19,038 |
| 7    | 현대 ix25            | 현대자동차           | 대한민국       | 18,886 |
| 8    | 하발 졸리온          | 하발 (자동차 브랜드) | 중화인민공화국 | 17,447 |
| 9    | 라다 니바 레전드     | 라다 자동차          | 러시아         | 16,117 |
| 10   | 르노 더스터          | 르노                 | 프랑스         | 13,468 |
| 11   | 지리 쿨레이          | 지리 (기업)          | 중화인민공화국 | 12,999 |
| 12   | 라다 라르구스        | 라다 자동차          | 러시아         | 12,575 |
| 13   | 폭스바겐 폴로        | 폭스바겐             | 독일           | 11,760 |
| 14   | 르노 로건            | 르노                 | 프랑스         | 10,297 |
| 15   | 토요타 RAV4          | 토요타 자동차        | 일본           | 10,001 |
| 16   | 스코다 라피드 (2012) | 스코다               | 체코           | 9,881  |
| 17   | 기아 셀토스          | 기아 (기업)          | 대한민국       | 9,208  |
| 18   | 체리 티고 4          | 체리 자동차          | 중화인민공화국 | 9,039  |
| 19   | 토요타 캠리          | 토요타 자동차        | 일본           | 7,805  |
| 20   | 마쓰다 CX-5          | 마쓰다               | 일본           | 7,804  |

### 연간 베스트셀러 모델
| - 2008년: 라다 2105/2107 - 2009년: 라다 프리오라 - 2010년: 라다 2105/2107 | - 2011년: 라다 칼리나 - 2012년: 라다 프리오라 - 2013년: 라다 그란타 - 2014년: 라다 그란타 | - 2015년: 라다 그란타 - 2016년: 현대 쏠라리스 - 2017년: 기아 리오 - 2018년: 라다 베스타 |

## 공장

### 상트페테르부르크 및 레닌그라드주

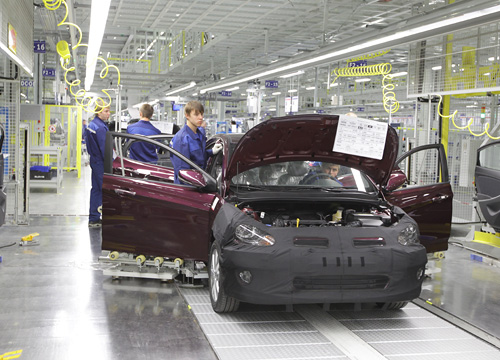
상트페테르부르크 현대 공장

- 현대:[86] 현대자동차 러시아 생산 법인은 2010년에 설립되었으며, 2016년에는 20만 대 이상의 차량을 생산했다.[87] 2016년 기준으로 이 공장은 러시아에서 두 번째로 크며, 2,200명의 직원을 고용하고 있다.[88]
- 닛산:[86] 2009년 6월에 생산을 시작했으며,[89] 2015년에 33,600대의 차량을 생산했다.[90]
- 토요타:[86] 2016년에 39,000대의 차량을 제조했다.[91] 토요타 자동차 러시아 제조 (TMMR), 224헥타르 규모의 슈샤리, 상트페테르부르크 공장은 2005년에 착공되어 2007년 12월 21일에 생산을 시작했다. 2007년에는 연간 2만 대의 2.4L 및 3.5L 토요타 캠리 차량을 생산했다.[92]
- 제너럴 모터스:[86] 2008년 7월에 개장했지만 2015년에 폐쇄되었다.[93]
- 스카니아, 트럭 공장 스카니아-피터, 2002년 설립. 스카니아 P, R, G를 생산.
- MAN 트럭 & 버스 트럭 공장, 2013년 설립.
- 프세볼로시스크의 포드 솔레르스:[86] 2002년 개장.[94] 러시아에 설립된 최초의 외국 소유 자동차 공장이었다.[95]
- 캐터필러 토스노 공장, 2000년 설립, 강성 덤프 트럭 생산.

### 칼루가

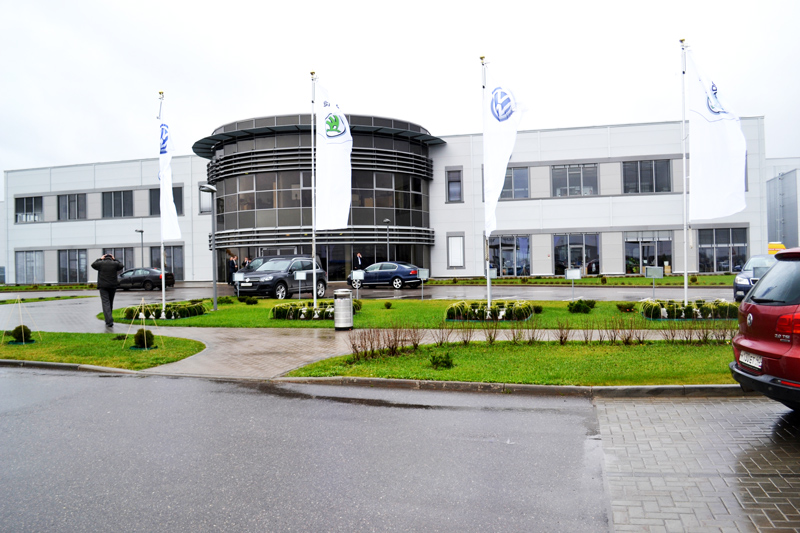
칼루가의 폭스바겐 그룹 러시아

- 폭스바겐:[86] 2007년 11월에 생산을 시작했으며, 2016년에 110,000대의 자동차를 생산했다.[96] 200헥타르 면적의 시설로, 2010년에 연간 150,000대의 완전 생산 능력을 달성할 것으로 예상되었으며, 직원은 3,000명으로 늘어났다. 생산된 모든 차량은 처음에는 반제품 조립이었으며, 2010년에 완전 생산이 시작될 예정이었다. 폭스바겐 그룹 러시아(OOO Volkswagen Rus)의 일부인 그라브체보 공항의 서비스가 제공되었다.[97][98]
- 푸조 시트로엥 미쓰비시 자동차:[86] 2010년 4월에 개장했으며,[99] 2015년에 25,733대의 차량을 생산했다.[90]
- 볼보 칼루가의 볼보 보스톡 트럭 공장, 2009년 설립. 볼보 FH, 볼보 FMX, 볼보 FM, 르노 프리미엄, 르노 케락스 생산.

### 볼가 연방관구
- 니즈니노브고로드 - GAZ,[86] 2015년에 41,691대의 차량을 생산했다.[90] 이 공장은 폭스바겐 그룹 러시아와 GAZ 그룹 간의 파트너십으로 인해 폭스바겐과 스코다 차량도 생산한다.[100]
- 톨리야티
  - 아브토바즈,[86] 2015년에 356,602대의 차량을 생산했다.[90]
  - GM-아브토바즈, 2015년에 34,218대의 차량을 생산했다.[90]
- 이젭스크: 이즈아브토(닛산),[86] 2015년에 72,884대의 차량을 생산했다.[90]
- 나베레즈니예첼니: 솔레르스 - 나베레즈니예첼니,[86] 2015년에 10,000대의 차량을 생산했다.[90]
- 옐라부가: 포드 솔레르스,[86] 2015년에 10,300대의 차량을 생산했다.[90]
- 나베레즈니예첼니: 카마스 트럭 공장, 2010년에 설립된 합작 투자를 통해 메르세데스-벤츠 트럭도 생산한다.[101] 메르세데스-벤츠 악소르, 메르세데스-벤츠 악트로스, 메르세데스-벤츠 유니목 생산.
- 시즈란: 진베이 (자동차) 트럭 공장, 2014년 옛 로슬라다 공장 생산 시설에 설립.[102] JBC SY1041, JBC SY1060 생산.

### 모스크바 및 모스크바주
- 모스크바주 예시포보: 메르세데스-벤츠 공장 건설 중.
- 힘키: 히노 자동차 러시아 공장, 2017년 개장, 2019년에 트럭 생산 시작.
- 모스크바: 르노 러시아,[86] 2015년에 73,633대의 차량을 생산했다.[90]

### 러시아의 나머지 지역

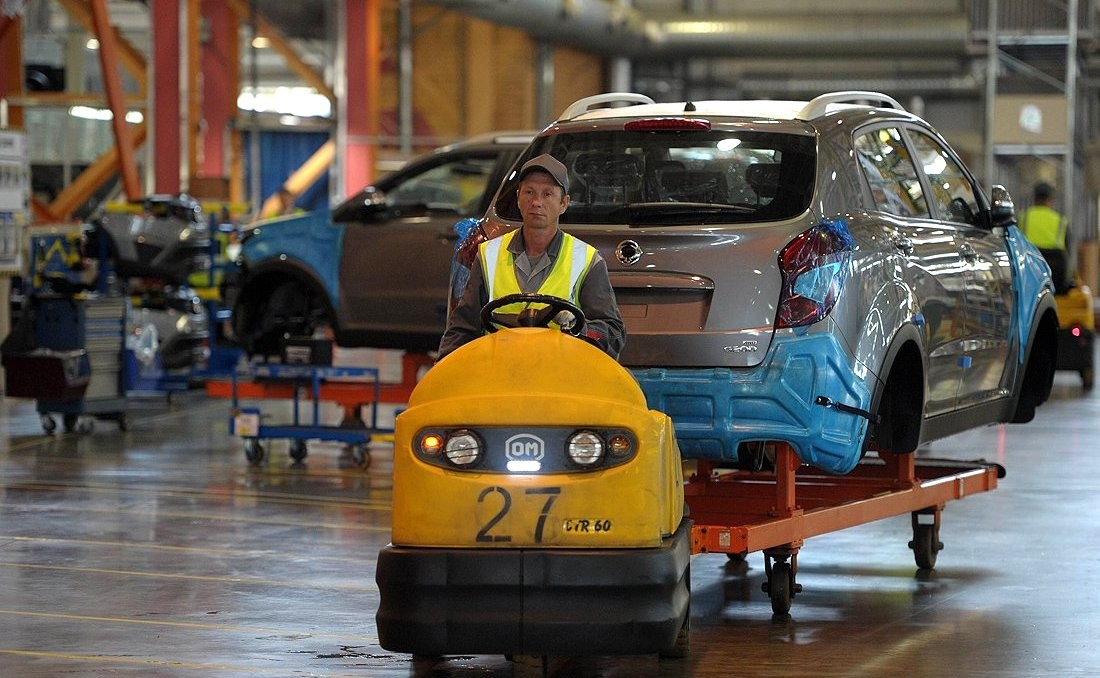
솔레르스 JSC 블라디보스토크 공장

- 칼리닌그라드: 아브토토르 (기아, 현대, BMW),[86] 2015년에 92,200대의 차량을 생산했다.[103]
- 블라디보스토크: 솔레르스 JSC (토요타, 마쓰다, 쌍용, 이스즈),[86] 2015년에 31,823대의 차량을 생산했다.[90]
- 체르케스크 - 데르웨이스 (리판, 지리, 만리장성 호버, 체리),[86] 2014년에 24,800대의 자동차를 생산했다.[104]
- 체첸 공화국 아르군: 체첸아브토 - 2016년에 6,700대의 자동차를 생산했다.[105]
- 야로슬라블, 고마쓰 제작소 2010년 설립, 강성 덤프 트럭 생산.
- 미아스, 이베코 트럭 공장 (이베코 AMT, 옛 합작 투자 이베코-우랄아즈) 1994년 설립. 이베코 트래커, 이베코 스트랄리스 생산.
- 우즐로바야: 만리장성 자동차 공장 건설 중.[106]
- 리페츠크: 리판 그룹 공장 건설 중.[107]

## 자동차 엔진 제조업체
- 아브토바즈, 톨리야티에 본사를 두고 1966년에 설립되었다. 라다 자동차 브랜드의 승용차용 가솔린 엔진을 제조한다.
- 커민스 (기업) 카마, 나베레즈니예첼니에 본사를 두고 2006년에 커민스와 카마스의 합작 투자로 설립되었다. 카마스 브랜드의 트럭용 디젤 엔진을 제조한다.
- 포드 솔레르스, 엔진 공장은 2015년에 설립되었다.[108]
- 카마스, 나베레즈니예첼니에 본사를 두고 1969년에 설립되었다. 카마스 브랜드의 대형 트럭 및 대형 버스용 디젤 엔진을 제조하며, BTR-80용 엔진도 제조한다.
- 투타예프 모터 플랜트 (TMZ), 투타예프에 본사를 두고 1969년에 설립되었다. MZKT (MZKT-742910), BAZ 브랜드의 대형 트럭용 디젤 엔진을 제조한다.
- 울리야놉스크 모터 플랜트 (UMZ), 울리야놉스크에 본사를 두고 1944년에 설립되었으며, GAZ 그룹의 일부이다. GAZ (GAZ Gazelle, GAZ Sobol), UAZ (UAZ-3151 군용) 브랜드의 경상용차 및 스포츠 유틸리티 자동차용 가솔린 및 가솔린-가스 엔진을 제조한다.
- 폭스바겐 그룹 러시아, 칼루가에 1.6 MPI 엔진을 생산하는 공장이 있다.[109]
- 야로슬라블 모터 플랜트 (YaMZ), 야로슬라블에 본사를 두고 1916년 (자동차 공장으로), 1958년 (엔진 생산으로 전환)에 설립되었으며, GAZ 그룹의 일부이다. 트럭, 소형 버스, 대형 버스, 장갑차, 장갑차용 디젤 엔진을 PAZ (PAZ-3205, PAZ-4234), LiAZ (러시아) (LiAZ-5256), BTR-80, GAZ 타이거 (AMZ 타이거), BAZ, 민스크 자동차 공장, 크라즈, MZKT, 벨아즈 (벨아즈-7540-7547부터 벨아즈-7547까지의 젊은 모델), MoAZ (MoAZ-7505) 브랜드로 제조한다.
- 질 (기업), 모스크바에 본사를 두고 1916년에 설립되었다. 질 (기업) (ZiL-4331) 브랜드의 중형 트럭용 가솔린 엔진을 제조한다.

## 가솔린
소련에는 A-56, A-66, A-70, A-72, A-74, A-76, AI-93, AI-95 ("엑스트라"라고도 함), B-70 (항공 가솔린)과 같은 다양한 등급의 자동차 가솔린이 있었다. 첫 글자는 가솔린이 의도된 차량을 나타냈고, 숫자는 옥탄가를 나타냈다. A-56 및 A-66, A-70, 그리고 나중에 A-72 가솔린은 1930년대-1960년대에 생산된 플랫 헤드 엔진이 장착된 자동차용이었다. A-74, 나중에 A-76 및 AI-93 가솔린은 1960년대-1980년대에 생산된 OHV 엔진이 장착된 자동차용이었다. AI-95 가솔린은 주로 외국 자동차 또는 정부 리무진 질 (기업) 및 차이카용이었다. AI-93 및 AI-95 브랜드의 "I" 글자는 옥탄가가 연구 방법에 의해 계산되었음을 나타냈다. 소련의 붕괴 이후 1990년대에 A-76 가솔린은 AI-80으로, AI-93은 AI-92로 대체되었다. 1980년대 초까지 A-66 가솔린 생산은 중단되었고, 약 10년 후에는 A-72도 중단되었다.

## 갤러리

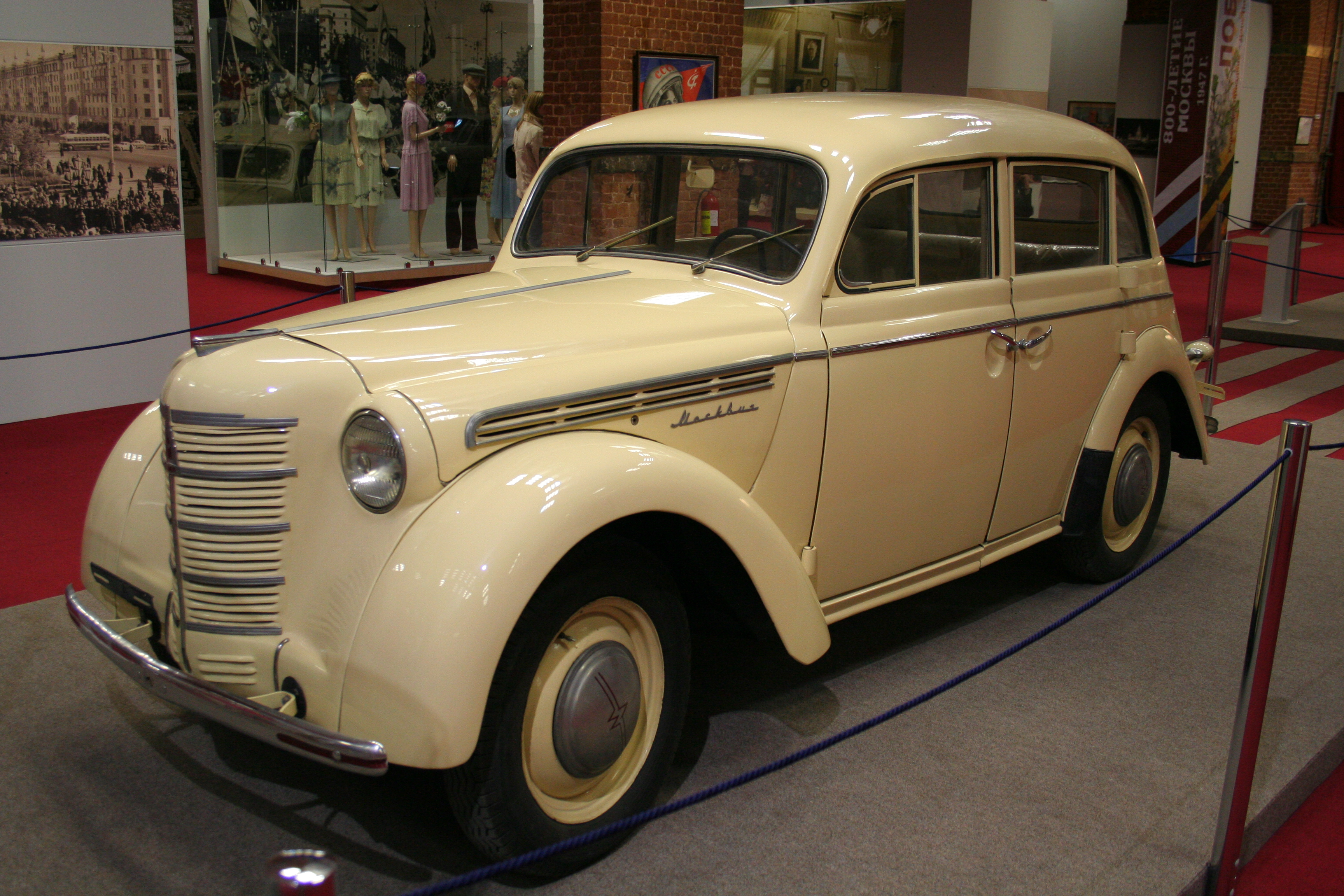
모스크비치 400-420
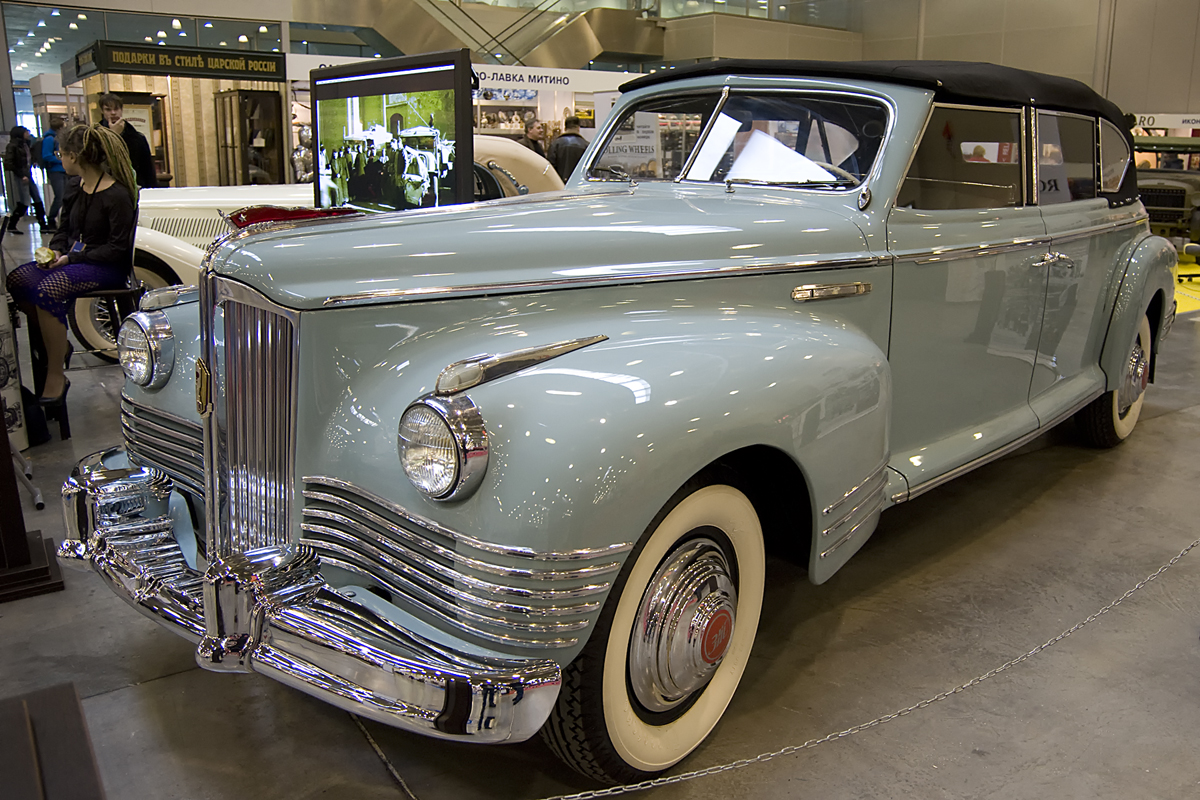
ZIS-110
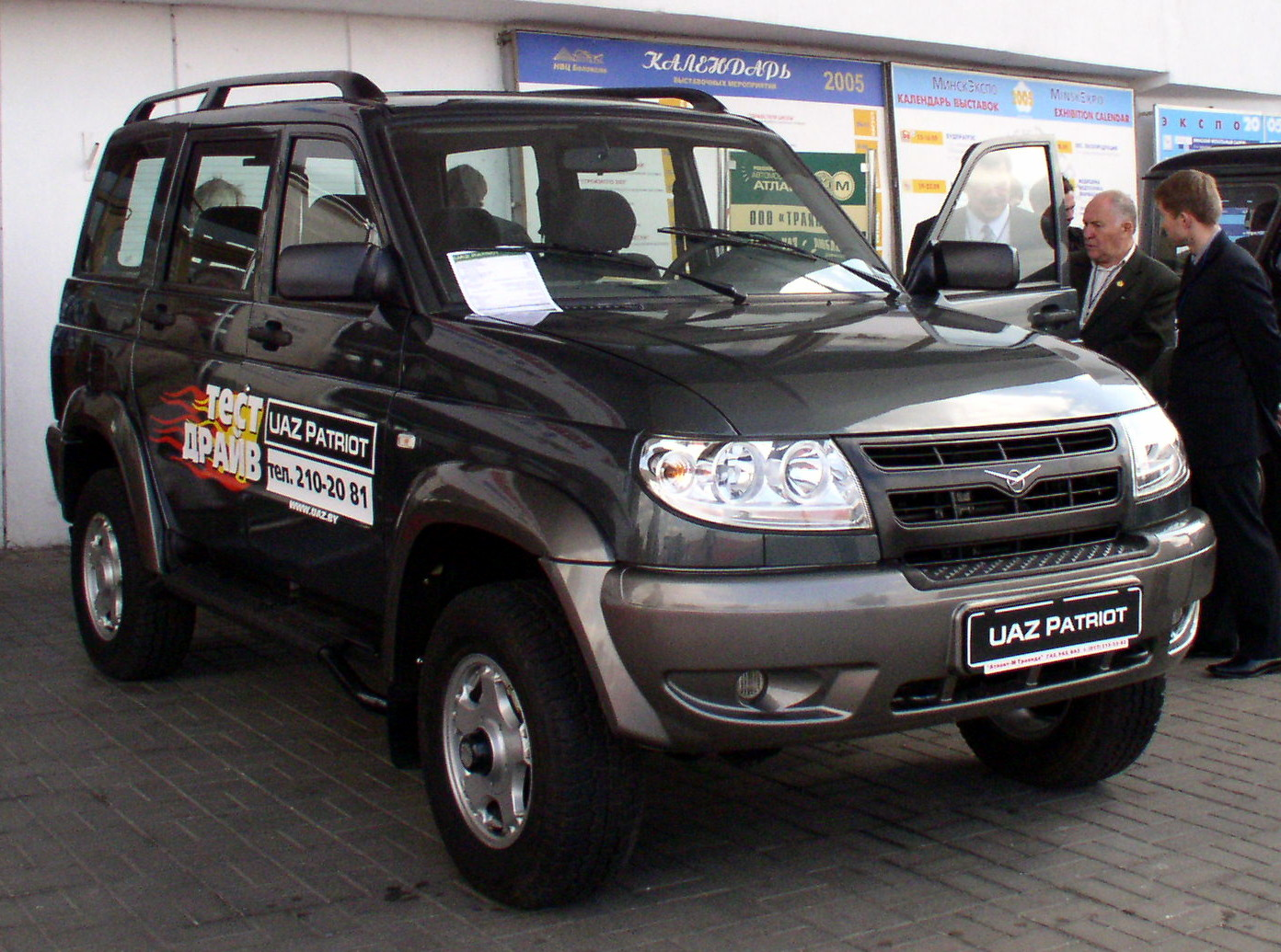
UAZ 패트리어트

## 같이 보기
- 러시아의 자동차 제조업체 목록